# Rakousko na Letních olympijských hrách 1992
Rakousko na Letních olympijských hrách 1992 ve španělské Barceloně reprezentovalo 102 sportovců, z toho 71 mužů a 31 žen. Nejmladší účastníkem byl veslař (kormidelník) Markus Irle (16 let, 175 dní), nejstarším pak účastník jezdeckých soutěží Hugo Simon (50 let, 2 dny). Celkem Rakousko získalo 2 stříbrné medaile.

## Medailisté
| Medaile | Jméno                                              | Sport     | Disciplína          |
| ------- | -------------------------------------------------- | --------- | ------------------- |
| Stříbro | Boris Boor Thomas Frühmann Jörg Münzner Hugo Simon | Jezdectví | skoky družstvo mužů |
| Stříbro | Arnold Jonke Christoph Zerbst                      | Veslování | muži dvojskif       |